# Aiguille du Midi-svævebanen
Aiguille du Midi-svævebanen (på fransk: Télépherique de l'Aiguille du Midi) forbinder den franske by Chamonix i Arve-dalen (1.038 m.o.h.) med bjergtoppen Aiguille du Midi (3.842 m.o.h.). Banen er i to sektioner, således at der midtvejs, på plateauet Plan de l'Aiguille (2.310 m.o.h.), er omstigning til næste etape. Det er også fra dette plateau, at det er muligt for klatrere at passere over gletsjeren Les Pelerins til toppen af Mont Blanc.

## Begyndelsen
Svævebanen blev taget i brug i 1955. Den har tre stationer, dalstationen midt inde i byen Chamonix, omstigningsstationen på plateauet Plan de l'Aiguille og bjergstationen (3.777 m.o.h.) på Aiguille du Midi (65 meter under toppen). Fra åbningen og tyve år frem var det den svævebane i verden, der nåede højest op. Denne rekord er sidenhen overgået af svævebanen ved Klein Matterhorn nær Zermatt og er i dag den næsthøjeste af alle svævebaner. Aiguille du Midi-svævebanen er dog stadig indehaver af rekorden for den højeste vertikale stigning for en svævebane, fra 1.038 m.o.h. til 3.777 m.o.h.

## Etaperne

### 1. etape
Den nederste (første) etape starter ved dalstationen, som ligger nede i Chamonix. Herfra afgår den store (75 personer) svævebanegondol til midterstationen på plateauet Plan de l'Aiguille.

#### Tekniske data, 1. etape
- Antal kabiner på etapen: 2
- Antal personer max. pr. kabine: 75, heraf 3 personale
- Max. vægt: 5.040 kg
- Højde på nederste station: 1.038 m.o.h.
- Højde på øverste station: 2.310 m.o.h.
- Transporttid fra etapens start til slut: 8 – 10 minutter
- Max. hastighed: 10 m/s

### 2. etape
Den øverste (anden) etape starter ved midterstationen på plateauet Plan de l'Aiguille. Herfra afgår den store (69 personer) svævebanegondol til bjergstationen næsten oppe på toppen af Aiguille du Midi. Bjergstationen og de dertil hørende anlæg: Panoramaterrasse, restaurant, café, kiosk m.m. er blandt de mest besøgte turistattraktioner i Chamonix. Fra bjergstationen bringer en personelevator inde i bjerget publikum de sidste 65 meter op til toppen.
Denne etape gennemføres uden understøttelse af banens kabler undervejs. Kablet hænger frit kilometerlangt mellem midterstationen og bjergstationen, en strækning med en højdeforskel på 1.467 meter.

#### Tekniske data, 2. etape
- Antal kabiner på etapen: 2
- Antal personer max. pr. kabine: 69, heraf 3 personale
- Max. vægt: 4.620 kg
- Højde på nederste station: 2.310 m.o.h.
- Højde på øverste station: 3.777 m.o.h.
- Transporttid fra etapens start til slut: 8 – 10 minutter
- Max. hastighed: 12,5 m/s

## Vedligeholdelse
Der fandt en gennemgribende renovation sted i årene 1990 – 1991.

## Ned igen
Nedturen sker i modsat rækkefølge og tager samme tid som opturen. Man kan dog i stedet vælge en anden svævebane ned fra toppen. Den fører tværs over gletsjeren Glacier de Geant til Point Helbronner (3.452 m.o.h.) på den italienske side af Mont Blanc-massivet. Fra Point Helbronner går der en svævebane til Entrevés, en landsby nær byen Courmayeur i Aostadalen i Italien. Fra Courmayeur går der bus gennem Mont Blanc-tunnelen tilbage til Chamonix.

## Links
- Banens 1. etape på Lift-World
- Banens 2. etape på Lift-World
- Svævebanens hjemmeside Arkiveret 13. februar 2012 hos  Wayback Machine